# Lafarre (Haute-Loire)
Lafarre település Franciaországban, Haute-Loire megyében. Lakosainak száma 82 fő (2022. január 1.). Lafarre Coucouron, Issarlès, Lachapelle-Graillouse, Saint-Arcons-de-Barges, Salettes és Vielprat községekkel határos.

## Népesség
A település népességének változása:
| Lakosok száma | 137  | 102  | 83   | 69   | 63   | 65   | 72   | 77   | 78   | 82   |
|               | 1968 | 1982 | 1990 | 2006 | 2013 | 2015 | 2017 | 2019 | 2020 | 2022 |